# Campeonato Mundial de Esquí Alpino de 1939
El IX Campeonato Mundial de Esquí Alpino se celebró en la localidad de Zakopane (Polonia) en 1939 bajo la organización de la Federación Internacional de Esquí (FIS) y la Federación Polaca de Esquí.

## Resultados

### Masculino
| Evento    | Oro                         | Plata                    | Bronce                    |
| --------- | --------------------------- | ------------------------ | ------------------------- |
| Descenso  | Hellmut Lantschner Alemania | Josef Jennewein Alemania | Karl Molitor · Suiza ·    |
| Eslalon   | Rudolf Rominger · Suiza ·   | Josef Jennewein Alemania | Wilhelm Walch Alemania    |
| Combinado | Josef Jennewein Alemania    | Wilhelm Walch Alemania   | Rudolf Rominger · Suiza · |

### Femenino
| Evento    | Oro                    | Plata                   | Bronce                     |
| --------- | ---------------------- | ----------------------- | -------------------------- |
| Descenso  | Christl Cranz Alemania | Lisa Resch Alemania     | Helga Gödl Alemania        |
| Eslalon   | Christl Cranz Alemania | Gritli Schaad · Suiza · | Eva Maj Nilsson · Suecia · |
| Combinado | Christl Cranz Alemania | Gritli Schaad · Suiza · | Lisa Resch Alemania        |

## Medallero
| Núm. | País      | Oro | Plata | Bronce | Total |
| ---- | --------- | --- | ----- | ------ | ----- |
| 1    | Alemania* | 5   | 4     | 3      | 12    |
| 2    | Suiza     | 1   | 2     | 2      | 5     |
| 3    | Suecia    | 0   | 0     | 1      | 1     |
|      | TOTAL     | 6   | 6     | 6      | 18    |

(*) - Época del Tercer Reich, incluye deportistas de la anexionada Austria.